# Phyllophila
Phyllophila is een geslacht van vlinders van de familie van de Uilen (Noctuidae). De wetenschappelijke naam van dit geslacht is voor het eerst voorgesteld door Achille Guenée in een publicatie uit 1852.

## Soorten
- Phyllophila atrisigna Dognin, 1914
- Phyllophila cogela (Schaus, 1904)
- Phyllophila corgatha Berio, 1984
- Phyllophila eremita Bang-Haas, 1912
- Phyllophila melacheila (Staudinger, 1896)
- Phyllophila obliterata (Rambur, 1833)
- Phyllophila obscura (Hampson, 1894)
- Phyllophila richinii Berio, 1940
- Phyllophila yangtsea Draudt, 1950